# Siliäsaari
Siliäsaari är en ö i Finland. Den ligger i sjön Kuhajärvi och i kommunen Nyslott i  landskapet Södra Savolax, i den sydöstra delen av landet, 290 km nordost om huvudstaden Helsingfors. Öns area är 1,3 hektar och dess största längd är 270 meter i sydöst-nordvästlig riktning.